# Torralba (Italia)
Torralba (Turalva in sardo) è un comune italiano di 866 abitanti della città metropolitana di Sassari, nell'antica regione del Meilogu.
Famosa per più di trenta nuraghi e dalle oltre dieci tombe dei giganti che si trovano nel suo territorio.

## Geografia fisica

### Territorio
Centro prevalentemente agricolo, sorge in una zona collinare circondata da vallate in una delle quali, si trova la chiesa parrocchiale di San Pietro Apostolo.

#### Litologia
All'interno del territorio troviamo una litologia composta da: 
| liv2 | Legenda | Area     | HA   | %    |
| A2.1 | Rioliti e Riodaciti                                                                                                  | 4755827  | 475  | 12,9 |
| A2.3 | Basalti alcalini, Trachibasalti, Hawaiiti, Mugeariti, Fonoliti, Tefriti                                              | 14945781 | 1494 | 40,7 |
| A2.4 | Andesiti e Andesiti basaltiche                                                                                       | 1613875  | 161  | 4,4  |
| C1.2 | Depositi terrigeni continentali di conoide e piana alluvionale                                                       | 166217   | 17   | 0,5  |
| C1.3 | Depositi terrigeni continentali legati a gravità                                                                     | 6090350  | 609  | 16,6 |
| C2.1 | Depositi carbonatici lacustri e lagunari (calcari, dolomie, calcari silicizzati) travertini                          | 34400    | 3    | 0,1  |
| C2.2 | Depositi carbonatici marini (marne, calcari, calcari dolomitici, calcari oolitici, calcari bioclastici, calcareniti) | 9116868  | 911  | 24,8 |

Nei terreni con litologia vulcanica troviamo i due vulcani spenti Monte Oes (età 0,4 +/- 0,2Ma, altezza 491,40m ,trachibasalti) e Monte Aurtidu (0,4 +/- 0,1 Ma, altezza 417,40m ,basalti subalcalini) oggi parzialmente smantellato dall’attività estrattiva antropica, (si estraggono principalmente scorie) entrambi del cicio vulcanico plio-pleistocenico .

## Origini del nome
In antichità chiamato anche Toralba, Toralva e Turralba il nome deriva probabilmente dal sostantivo e dall'aggettivo latino turris e alba, quindi significherebbe "torre bianca".

## Storia
Il territorio fu abitato fin dal Neolitico come testimoniano le numerose domus de janas che si trovano sotto l'altopiano di San Pietro di Sorres, ma il periodo di maggior rilevanza storica per Torralba si ha nell'età nuragica come è testimoniato dai più di trenta nuraghi e dalle oltre dieci tombe dei giganti che si trovano nel suo territorio. Tra i nuraghi più importanti presenti nel territorio torralbese spiccano il nuraghe Ruju e senza dubbio il complesso nuragico di nuraghe Santu Antine, uno dei più grandi e meglio conservati della Sardegna, con la torre centrale alta 17 metri.
Il centro abitato di Torralba è menzionato per la prima volta in documento storico datato intorno al 1064-65. Il paese nel medioevo apparteneva alla curatoria del Meilogu, nel Giudicato di Torres e sorse intorno alla chiesa di Santa Maria.
Alla caduta del giudicato (1259) passò sotto il dominio della famiglia genovese dei Doria. Tra Torralba e Bonorva venne combattuta nel 1347 la battaglia di Aidu de Turdu tra le forze catalano-aragonesi, che controllavano gran parte della Sardegna, e le armate dei Doria. Gli aragonesi vennero sconfitti e lo stesso viceré Guglielmo de Cervellon, ferito, fu costretto a fuggire e a rifugiarsi in una foresta vicino a Torralba, nella quale morì. Tuttavia, nella successiva guerra sardo-catalana, che vide opposto lo schieramento aragonese da una parte e le forze del Giudicato di Arborea alleato con i Doria e con la Repubblica di Genova dall'altra, tutto il territorio passò sotto il dominio aragonese intorno al 1410.
Sotto il dominio aragonese, e poi spagnolo, il paese divenne un feudo, che nel 1627 formò una contea con feudatario Michele Comprat; nel 1635 la contea fu trasformata in marchesato e lo stesso Comprat ebbe il titolo di marchese di Torralba. Nel 1750, in epoca sabauda, il paese, insieme a Bonnanaro e Borutta, entrò a far parte del Marchesato di Valdecalzana, feudo dei Martinez e poi dei De Queralt. Il paese venne riscattato all'ultimo feudatario, Giovanni Battista de Queralt marchese di Valdecalzana, nel 1839 con l'abolizione del sistema feudale, per cui divenne un comune amministrato da un sindaco e da un consiglio comunale.

### Simboli
Lo stemma e il gonfalone del comune di Torralba sono stati concessi con decreto del presidente della Repubblica dell'11 gennaio 1977.
Lo stemma si blasona:
Il gonfalone è un drappo troncato di bianco e di azzurro.

## Monumenti e luoghi d'interesse

### Architetture religiose
- chiesa di San Pietro
- chiesa di Sant'Antonio
- chiesa di Sant'Andrea
- chiesa di Santa Croce
- chiesa di Nostra Signora di Cabu Abbas
- chiesa dello Spirito Santo
- Chiese abbandonate di San Giorgio e Santa Vittoria

### Siti archeologici
Nel territorio di Torralba si trovano:
- Oltre dieci tombe dei giganti:
- tombe dei giganti: Barateddu, Planu Borgolo, Prunaiola; del protonuraghe Cassaros;
- nuraghi semplici: Banzalzas, Culzu, longu, Padru, Porcu Inzu, Pumari, Santu Giolzi, Spirito Santo;
- Più di 30 nuraghi tra cui:
- nuraghi complessi: Cabu Abbas, Fraigas, Santu Antine; ed anche dei nuraghi Barateddu, Corona Turolia, Cuguronneo, Elies, Funtana Majore, lendine, monte Oes, Murighente, Nalvonattu, Nieddu, Paule, Planu Alto, Tipireddu, Trija, Tulis alto, Tulis basso, Tulvaru,
- nuraghe Santu Antine, uno dei nuraghi complessi più conosciuti dell'Isola.
- nuraghe Ruju
- dolmen di Su Crastu Covaccadu
- dolmen di Prunaiola
- tomba di giganti "Sa Pedra Longa"
- tomba dei giganti in zona: Su Crastu Covaccadu

- Famosa la pintadera di Torralba, conservata nel Museo nazionale archeologico ed etnografico "G. A. Sanna" di Sassari. Più famosa di altre pintadere, trovate tutte all'interno di molti nuraghi, perché è diventata il logo adottato qualche decennio fa dal Banco di Sardegna di Sassari.

## Società

### Evoluzione demografica
Abitanti censiti

### Etnie e minoranze straniere
Secondo i dati ISTAT al 31 dicembre 2010 la popolazione straniera residente era di 23 persone. Le nazionalità maggiormente rappresentate in base alla loro percentuale sul totale della popolazione residente erano:

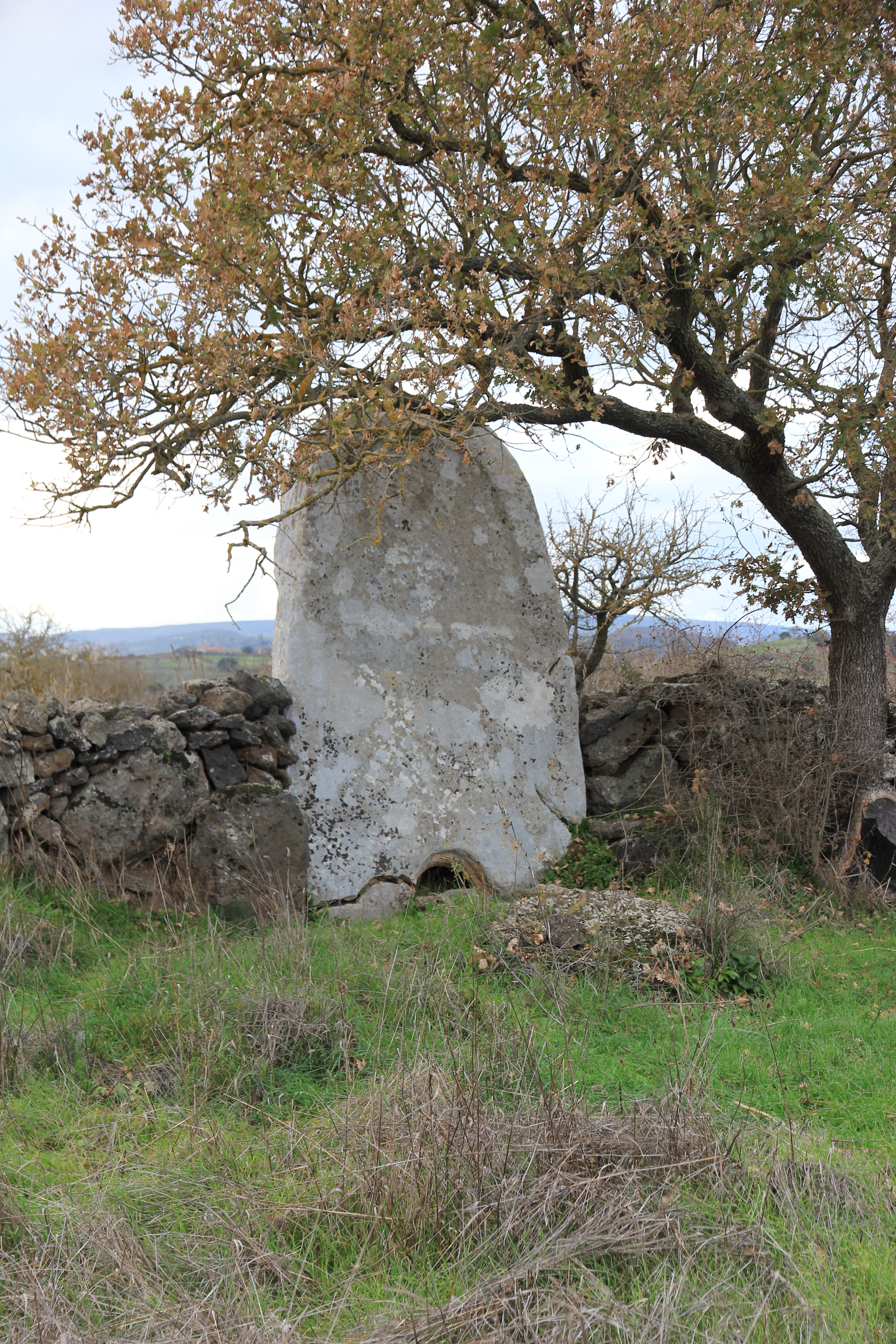
Tomba dei giganti, uno dei tanti monumenti archeologici presenti nel territorio di Torralba

- Romania 17 1,70%

### Tradizioni e folclore
- La festa principale del paese è la festa dello Spirito Santo che si festeggia per quattro giorni e ha come giorno principale e conclusivo il lunedì successivo alla Pentecoste. Viene festeggiata nella chiesa campestre seicentesca dello Spirito Santo che dista 3 km dal centro abitato. Tradizione della festa è la caratteristica processione a cavallo che parte dalla chiesa della Spirito Santo e arriva fino al paese.
- Il santo patrono di Torralba è San Pietro e si festeggia il 29 giugno.
- 16 e il 17 gennaio, la Festa di Sant'Antonio del Fuoco, con il grande falò rituale, nella chiesa campestre dedicata a Sant'Antonio;
- il 20 gennaio, la festa di San Sebastiano;
- il giorno precedente al Corpus Domini, la festa della Madonna del Bosco;
- Nella chiesa della Madonna di Cabu Abbas i giorni 7 e 8 settembre si festeggia santa Maria.

### Lingua e dialetti
La variante del sardo parlata a Torralba è quella logudorese settentrionale.

## Cultura

### Musei
- Museo della valle dei Nuraghi

### Eventi
- Cantos Ballos e Pregadorias: organizzato dall’Associazione Culturale Santu Antine a fine luglio. L'obiettivo del programma di questa manifestazione (giunta alla 11ª edizione nel 2019) è di valorizzare le tradizioni coreutiche e canore del Meilogu, inquadrandole nei diversi periodi dell'anno, in particolare, nelle diverse occasioni festive, nelle quali balli e canti costituiscono le principali espressioni.
- Ajò a chentina: nel mese di marzo organizzato dalla locale pro loco, arrivata alla 12ª edizione nel 2019.
- Mostra Micologica Regionale che è arrivata alla undicesima edizione nel 2018, organizzata dal Gruppo Micologico Torralbese
- I mercatini di Natale nelle cantine del centro storico, anche questo organizzato dalla pro loco.
- Santu antine festival

## Amministrazione
| Periodo        | Periodo        | Primo cittadino     | Partito                                | Carica  | Note   |
| -------------- | -------------- | ------------------- | -------------------------------------- | ------- | ------ |
| 6 giugno 1993  | 27 aprile 1997 | Giancarlo Fiori     | DC                                     | Sindaco | [ 6 ]  |
| 27 aprile 1997 | 13 maggio 2001 | Salvatore Sanna     | lista civica                           | Sindaco | [ 7 ]  |
| 13 maggio 2001 | 28 maggio 2006 | Salvatore Sanna     | lista civica                           | Sindaco | [ 8 ]  |
| 28 maggio 2006 | 27 maggio 2007 | Salvatore Sanna     | lista civica                           | Sindaco | [ 9 ]  |
| 27 maggio 2007 | 10 giugno 2012 | Giovanni Maria Uras | lista civica                           | Sindaco | [ 10 ] |
| 10 giugno 2012 | 11 giugno 2017 | Giovanni Maria Uras | lista civica "Insieme per Torralba"    | Sindaco | [ 11 ] |
| 11 giugno 2017 | 13 giugno 2022 | Vincenzo Dore       | lista civica "Insieme per Torralba"    | Sindaco | [ 12 ] |
| 13 giugno 2022 | in carica      | Pier Paolo Mulas    | lista civica "Impegno comune Torralba" | Sindaco | [ 13 ] |

## Sport
La squadra di calcio del paese è l'A.S.D. Torralba, nata nel 2008, che nella stagione 2013-2014 disputa il campionato di Seconda Categoria sardo dopo aver conquistato la promozione nella stagione 2012/2013 con la vittoria del campionato di Terza Categoria Girone B.